# Khwaf
Khwaf o Khvaf és un bakhx o comtat de l'Iran (farsi: شهرستان خواف) a la província de Razavi Khorasan, amb capital a Khaf. La històrica ciutat de Zawzan (Zozan) es troba a la proximitat i està classificada com a Patrimoni de la Humanitat(a uns 41 kilòmetres de Khargard, Khargird, Khardjird o Khargid).

## Característiques
Era una regió sense cap gran ciutat, només nombrosos centres petits, la importància relativa dels quals variava d'un període a l'altre. L'economia diversificada de Khwaf, que incloïa fruita, seda i, des del període mongol, com a mínim, la mineria del ferro li va permetre donar suport tant a una tradició continuada d'aprenentatge com una elit terratinent local amb algunes aspiracions al poder militar.
La regió fou bressol de personatges famosos de tot tipus: homes militars, ulama, shaykhs i visirs. Mubariz al-Din Muhammad ibn al-Muzaffar, que va fundar la dinastia Muzaffàrida de Fars (1336–93), fa remuntar la seva ascendència a Khwaf. Els avantpassats dels muzaffarids havien abandonat Khwaf en la invasió mongola. Entre els homes reclamats com originaris de Khwaf per sobirans diversos hi ha el famós visir gaznàvida Abu Nasr Mishkan al-Zuzani (+ 1039), el xaikh Chishti Rukn al-Din Mahmud, conegut com a Shah Sanjan (+ 1200–01) i el faqıh Mawlana Nizam al-din Mayizhnabadi, actiu a Herat sota els kàrtides i martiritzat pels turcs el 1336–37.
Tant els llocs d'origen assignats pels manuscrits il·luminats locals com el mecenatge de projectes de construcció mostren que l'activitat intel·lectual i política va anar molt més enllà dels límits de la seu administrativa regional. Així, mentre Hafiz-i Abru esmenta Jezhd, Zuzan i, potser, Salama com a seu del districte, trobem persones destacades originàries de ciutats com Niyazabad, Mayizhnabad, Sanjan i Barabad. El mcenatge arquitectònic també es va dispersar.

## Història
Khwaf (abans Khwab) fou un rustak o districte rural del Kuhistan, a l'est de l'Iran, entre els de Bakharz al nord i el kain al sud-est, a la moderna frontera entre Iran i Afganistan. Al segle X les principals viles eren Salumak, Fardjird i Kusuya (aquesta la més poblada).
La plana de Khwaf era una comarca fèrtil i protegida, prospera mercès a l'agricultura. Als segles vii i viii el zoroastrisme hi va persistir. Bihafrid ibn Farwardin, cap d'una revolta dels zoroastrians, era originari d'aquesta regió. En els segles següents va ser lloc d'origen de nombrosos savis musulmans, especialment la vila de Zawzan. Al segle xii va esdevenir centre d'activitat ismaïlita. La fortalesa nizarita de Khawf fou ocupada pels mongols el 1256 i els seus habitants executats. Al segle xv havia patit una forta decadència i només es comptaven uns 30 pobles al districte. La madrassa de Khargid fou construïda en època timúrida sota Shah Rukh. Modernament el districte va tenir per capital a Ruy-i Khwaf prop de Khargid o Khargird; fou visitat per C. E. Yate el 1894 i per Skyes el 1905. Yates assenyala que la capital tenia unes 800 cases però més de la meitat estava en ruïnes (això donaria uns 2000 habitants).

### El Khwaf sota els corasmis, ilkhans i timúrides
Sota els xas de Coràsmia hi havia dos comandants importants d'aquesta zona, Malik Shams al-Din Muhammad Anar i Malik Zuzan, que van construir un magnífic palau i mesquita a Zuzan.
Sota els Ilkhan alguns nuclis militars van romandre a la regió, servint o resistint els reis kartides.
Durant el període timúrida es van erigir grans edificis a Kharjird, una ciutat coneguda per la madrasa Nizamiyya construïda allà per Nizam al-Mulk, però que rarament s'esmenta a la història. Tamblñe es van fer grans construccions a Rud-i Khwaf i Rushkhwar.
Nombrosos visirs khwafis, ulames i xaikhs destacats foren actius a Herat sota Xah Rukh. La font principal es Fasih Ahmad Khwafi, del qual es pot utilitzar a la seva família com a exemple del funcionament de la genealogia i el mecenatge. La família de la mare de Fasih Ahmad va produir molts dels visirs Khwafi actius sota els timúrides. El llinatge reclamava la descendència del visir Amid Abu Nasr Mishkan, però l'home del qual derivaven directament les línies de descendència era el besavi de Fasih, Majd al-Din Muhammad Khwafi, conegut com a Khwaja Majd; Majd al-Din és una figura interessant com a progenitor de visirs i erudits. El seu pare, Najib al-Din Ahmad, apareix a la història d'Herat escrita per Sayfi Harawi com a servent de Malik Shams al-Din I Kart.
Majd al-Din Muhammad Khwafí tenia grans ambicions. Segons Sayfi Harawi, va governar a Khwaf durant molt de temps i va acumular grans riqueses. Al voltant de 1314-15, va reunir prop de mil homes lluitadors (caracteritzats com a canalla: awbash), que van causar problemes a Khwaf i a tot Kuhistan, tancant les carreteres a la població. Va rebre altres mil homes del príncep mongol dissident Yasaur amb qui va assolar la regió. Els funcionaris locals van fer una crida a Malik Ghiyath al-Din Kart per ajudar-los. Malik Ghiyath al-Din es va dirigir primer contra la fortalesa original de Khwaja Majd al-Din a Niyazabad. Després de diversos dies de durs combats, va prendre la fortalesa i va enviar una força expedicionària contra Khwaja Majd a la seva nova fortalesa de
Mayizhnabad. Quan les tropes van arribar i van anunciar que el rei havia capturat Niyazabad, Khwaja Majd va aparèixer a la finestra i va cridar que mentien; tots els exèrcits de l'Iraq i Khorasan no van poder prendre aquesta fortalesa. Les tropes del rei van portar al governador del fort de Niyazabad capturat, una visió que va sacsejar considerablement Khwaja Majd que va resistir diversos dies abans d'enviar una delegació per fer les paus. El tractat que va aconseguir li va permetre mantenir aquesta fortalesa, mentre enviava el seu fill Jalal al-Din Muhammad per unir-se al seguici del rei kartida.
No se sap res més sobre la família de Khwaja Majd al-Din sota els kàrtides, però durant el període timúrida un gran nombre dels seus descendents van estar actius a Herat i prop d'Herat, particularment dins del dıwan. La mare de Fasih Ahmad era neta de Majd al-Din, a través del seu fill Rukn al-Din. La branca de la família aparentment més activa a Herat era descendent de Jalal al-Din Muhammad, que havia acompanyat els reis kàrtides. Dos dels nets de Jalal al-Din, Qawam al-Din Shaykh Muhammad i Sadr al-Din Hamid, probablement funcionaris de dıwan, es trobaven entre les persones a les que Sayyid Fakhr al-Din Ahmad va exiliar el 1404. Aquests homes van tornar, però Khwaja Qawam al- Din almenys va romandre presos per ordre de Sayyid Fakhr al-Din i fou executat també per les seves ordres el 1414. El mateix any un altre funcionari Khwafi del dıwan, probablement membre de la mateixa branca familiar, va morir a Siraz per afers del dıwan. Durant aquest temps, l'historiador Fasih Ahmad Khwafi, començava el seu propi servei al dıwan.